# Astomaspis bidentata
Astomaspis bidentata là một loài tò vò trong họ Ichneumonidae.